# Everard im Thurn
Everard im Thurn, né le 9 mai 1852 à Camberwell près de Londres et mort le 9 octobre 1932 en Écosse, est un explorateur et botaniste britannique qui fut gouverneur des Fidji.

## Biographie
Après une éducation reçue à l'université d'Oxford en Angleterre, à l'université d'Édimbourg en Écosse et à l'université de Sydney en Australie, il se rend en Guyane britannique où il est employé au Guyana National Museum (en). Le 18 décembre 1884, il réussit la première ascension du mont Roraima, un tepuy à la frontière entre la Guyane britannique, le Brésil et le Venezuela, en dirigeant une expédition financée par la Royal Geographical Society,,. De cette première, il rapporte de nombreuses photographies et publie des ouvrages et articles.
Il devient ensuite gouverneur intérimaire de Ceylan en 1903, puis Haut commissionnaire des Territoires britanniques du Pacifique occidental et gouverneur des Fidji de 1904 à 1911. 
Respecté pour ses travaux, il est président de la Royal Anthropological Institute of Great Britain and Ireland de 1919 à 1920.

## Distinctions
- Ordre de Saint-Michel et Saint-Georges Chevalier Commandeur (KCMG)
- Ordre de l'Empire britannique à titre civil Chevalier Commandeur (KBE)
- Ordre du Bain Compagnon (CB)